# Thymus zygis
Thymus zygis — вид рослин родини глухокропивові (Lamiaceae), зростає в Іспанії, Португалії, Марокко.

## Опис
Це сильно ароматичний карликовий чагарник заввишки 10–30 см. Стебла запушені коротким волоссям, зазвичай червонуваті. Подібний до T. vulgaris, але листки лінійні, довжиною 6–10 мм, війчасті на основі, сірувато-зелені. Квіти білуваті, лише 3–4 мм довжиною. Горішки 0.4–0.8 мм, від кулястої до еліпсоїдної форми. 2n = 28, 56.

## Поширення
Зростає в Іспанії, Португалії, Марокко. Зростає на висотах 10–2000 м н.р.м.

## Використання
Це один з улюблених чебреців для кулінарних цілей і для маринування оливок.